# 미국 연방항공규정
미국 연방항공규정(영어: Federal Aviation Regulations, FAR)은 미국 항공 관련 활동에 대하여 미국 연방항공청에 의해 정해진 규정이다. 미국 연방항공규정은 미국연방규정집(The Code of Federal Regulations)의 14개 타이틀의 일부이다. 광범위한 활동을 규정하는데 항공기 설계, 조종사 훈련, 심지어는 모델 로켓 발사까지 포함한다. 이 규정 목적은 항공기 안전, 조종사 및 승객 보호, 그리고 불필요한 위험을 제거하기 위함이다. 또한 미국의 안전성을 추구하는데 특히 2001년 있었던 9·11 테러 이후 강화되었다.

## 구성
연방항공규정(FAR)의 구성은 다음과 같이 "파트"(part)라고 불리는 단위로 나뉘어 있는 이것은 CFR(The Code of Federal Regulations) 내의 조직 구성때문이다. 각 파트는 특정한 활동이 있는데 예를 들어 14 CFR Part 141는 조종사 훈련 학교에 대한 규정을 담고 있다. 조종사, 항공수리 기술자(Aviation Maintenance Technician, AMT)와 관련된 사항은 다음과 같다.
- FAR 23 – 감항인증 : 표준용, 수송용, 곡예용, 통근용 항공기 개발 분야
- FAR 129

## 같이 보기
- 미국연방규정집
- 미국 연방항공청